# Hirsjärvi (sjö, Somero, Egentliga Finland)
Hirsjärvi är en sjö som ingår i Pemar ås huvudavrinningsområde i Somero i Egentliga Finland.
Hirsjärvi ligger 81,2 meter över havet. Arean är 2,5 kvadratkilometer och strandlinjen är 22,21 kilometer lång.